# Lizbona
Lizbona (port. Lisboa, wym. [liʒˈβoɐ]) – stolica i największe miasto Portugalii, położone w zachodniej części Półwyspu Iberyjskiego, nad rzeką Tag przy jej ujściu do Oceanu Atlantyckiego. Miasto stanowi centrum polityczne, ekonomiczne i kulturalne kraju. W centrum administracyjnym Lizbony mieszkało w 2017 r. 505 526 mieszkańców, natomiast cała metropolia – Zespół Metropolitalny Lizbony ma 2 821 876 mieszkańców (27% populacji państwa).
Region Lizbony jest najbogatszym regionem w Portugalii, wysoko ponad średnim PKB Unii Europejskiej – wytwarza 37% PKB kraju. Jest również politycznym centrum Portugalii, ponieważ ma tu swoją siedzibę rząd oraz głowa państwa. Lizbona ma status metropolii o znaczeniu globalnym. W badaniach dotyczących jakości życia, Lizbona uplasowała się na 18 miejscu wśród miast świata w 2015 roku według magazynu Monocle, na 43 miejscu wśród miast świata w 2017 roku według Mercer (tuż za Londynem, Mediolanem i Barceloną, przed Nowym Jorkiem) oraz na 7 miejscu wśród miast świata w 2017 roku według InterNations' 2020. Została uznana jako Zielona Stolica Europy 2020.
W mieście znajdują się dwa obiekty z listy światowego dziedzictwa UNESCO: Klasztor Hieronimitów oraz Torre de Belém, a w granicach obszaru metropolitalnego znajduje się trzeci – Krajobraz kulturowy Sintry.
23 listopada 2024 roku odbyła się inauguracja oświetlenia świątecznego w Lizbonie w dzielnicy Terreiro do Paço. Wraz z włączeniem lampek na choince o 18:30, następnie odbył się pokaz światła i dźwięku oraz koncert piosenkarki Áurea, która zaśpiewała piosenki z filmów świątecznych. Obszar miejski Lizbony w okresie świątecznym został oświetlony lampkami świątecznymi w 45 lokalizacjach: na placach, ulicach i alejach miasta.

## Historia
Obszar dzisiejszej Lizbony zamieszkany był co najmniej od czasów rzymskich. Ówczesna osada występuje w źródłach jako Olisipo. W starożytności był to rejon osadnictwa Luzytanów i być może punkt handlowy Fenicjan (czego dotąd nie potwierdziły badania archeologiczne). W VIII wieku miasto zostało zajęte przez Maurów z Afryki północnej i nazwane Lishubną. W 1147 roku została zdobyta przez pierwszego władcę Portugalii, Alfonsa I Zdobywcę (Dom Afonso Henriques), przy pomocy krzyżowców. Pierwszym biskupem Lizbony został angielski krzyżowiec Gilbert z Hastings. W 1255 roku król Alfons III przeniósł stolicę Portugalii z Coimbry do Lizbony. W 1290 powstał w Lizbonie uniwersytet.
W okresie wielkich odkryć geograficznych (XV–XVII wiek) z Lizbony, a ściślej z jej portu Belém, wyruszyło wiele wypraw morskich, które przyczyniły się do rozwoju królestwa i jego stolicy. W kwietniu 1506 roku w mieście miał miejsce kilkudniowy pogrom, w którego wyniku zamordowano kilka tysięcy Żydów przymusowo nawróconych na katolicyzm.
26 stycznia 1531 roku miasto zostało dotknięte przez trzęsienie ziemi, w którym zginęły tysiące jego mieszkańców. W dzień Wszystkich Świętych 1 listopada 1755 miało miejsce kolejne potężne trzęsienie ziemi (9 stopni w skali Richtera), które pochłonęło ok. 60 000 ofiar i praktycznie zrujnowało Lizbonę. Przetrwały jedynie zabudowania dzielnic Alfamy i Belém. Z inicjatywy ministra króla José I, markiza Pombala, miasto zostało odbudowane w jego dzisiejszym kształcie.
5 października 1910 wybuchła w Lizbonie rewolucja republikańska. 25 kwietnia 1974 rozpoczęła się rewolucja goździków.

## Geografia

### Położenie
Współrzędne geograficzne Lizbony to: 38°42′N, 9°05′W, co czyni ją najbardziej wysuniętą na zachód stolicą w kontynentalnej Europie. Miasto jest zlokalizowane w zachodniej części kraju, nad rzeką Tag w pobliżu jej ujścia do Oceanu Atlantyckiego. Oddalona jest o około 220 km od najwyższego szczytu kontynentalnej Portugalii w Serra da Estrela – Torre (1993 m n.p.m., około 3 godz. jazdy samochodem).
Centrum administracyjne podzielone jest na 53 dzielnice (freguesias), natomiast metropolia na 18 gmin (municípios).
Zachodnia część miasta jest głównie zajęta przez Park Monsanto, który jest największym parkiem miejskim w Europie. Jego powierzchnia to 10 km².

### Ochrona przyrody
W obrębie regionu Lizbona znajduje się kilka obszarów chronionych:
- Parki przyrodnicze (parki krajobrazowe): Sintra-Cascais, Arrábida(inne języki)
- Rezerwaty przyrody: Reserva Natural do Estuário do Tejo, Reserva Natural do Estuário do Sado, Reserva Natural das Lagoas de Santo André e da Sancha
- Pomniki przyrody: Monumento Natural de Carenque, Monumento Natural da Pedreira do Avelino, Monumento Natural dos Lagosteiros, Monumento Natural da Pedra da Mua
- Obszar chronionego krajobrazu: Paisagem Protegida da Arriba Fóssil da Costa de Caparica
- Inne: Sítio Classificado da Granja dos Serrões e Negrais
- Pozostałe: Ogród Botaniczny w Lizbonie, Ogród Botaniczny Ajuda, Park Edwarda VII, Estufa Fria

### Klimat
Lizbona znajduje się w strefie klimatu subtropikalnego typu śródziemnomorskiego, z łagodnymi zimami i długimi ciepłymi latami. Średnia roczna temperatura wynosi 21,5 °C w dzień i 13,5 °C w nocy w centrum oraz 19,4 °C i 10,3 °C na wybrzeżu oceanu.
Średnia temperatura miesięcy zimowych – grudnia, stycznia i lutego wynosi ok. 15 °C w dzień i w nocy od 6 °C na wybrzeżu do 8,9 °C w centrum. W najzimniejszym miesiącu roku – styczniu, temperatury wynoszą zwykle od 10 do 18 °C w ciągu dnia, od 4 do 12 °C w nocy, a średnia temperatura morza wynosi 15 °C. Opady śniegu, jak i mróz generalnie nie występują. Okres z letnimi temperaturami trwa do pół roku, od maja do października. W najcieplejszym miesiącu roku – sierpniu, temperatury wynoszą zwykle od 23 do 33 °C w ciągu dnia, średnia temperatura morza wynosi 20 °C. W centrum, temperatury powyżej 30 °C występują w kilkunastu dniach rocznie. W centrum, najwyższa odnotowana temperatura w mieście to +41,8 °C, natomiast najniższą zanotowaną temperaturą było +0,2 °C.
Lizbona ma ok. 120 dni deszczowych rocznie (licząc również mżawkę), od 2–3 dni deszczowych w lipcu i sierpniu do 14–16 dni deszczowych w grudniu, styczniu i lutym. Miasto ma ok. 2600 (na wybrzeżu oceanu) i 2800 (w centrum) godzin czystej słonecznej pogody rocznie, od 130–140 h (średnio 4,5 godziny dziennie, około 4 razy więcej niż w Polsce) w grudniu do 309–353 h (średnio 11 godzin czystego słońca na dobę) w lipcu.
| Miesiąc | Sty  | Lut  | Mar  | Kwi  | Maj  | Cze  | Lip  | Sie  | Wrz  | Paź  | Lis  | Gru  | Roczna |
| --- | ---- | ---- | ---- | ---- | ---- | ---- | ---- | ---- | ---- | ---- | ---- | ---- | ------ |
| Średnie temperatury w dzień [°C]                                                                              | 14,8 | 16,2 | 18,8 | 19,8 | 22,1 | 25,7 | 27,9 | 28,3 | 26,5 | 22,5 | 18,2 | 15,3 | 21,5   |
| Średnie dobowe temperatury [°C]                                                                               | 11,6 | 12,7 | 14,9 | 15,9 | 18,0 | 21,2 | 23,1 | 23,5 | 22,1 | 18,8 | 15,0 | 12,4 | 17,5   |
| Średnie temperatury w nocy [°C]                                                                               | 8,3  | 9,1  | 11,0 | 12,0 | 13,9 | 16,6 | 18,2 | 18,6 | 17,6 | 15,1 | 11,8 | 9,4  | 13,5   |
| Opady [mm] | 99.9 | 84,9 | 53,2 | 68,1 | 53,6 | 15,9 | 4,2  | 6,2  | 32,9 | 101  | 128  | 127  | 774    |
| Średnia liczba dni z opadami                                                                                  | 15   | 15   | 13   | 12   | 8    | 5    | 2    | 2    | 6    | 11   | 14   | 14   | 117    |
| Średnie usłonecznienie [h]                                                                                    | 143  | 151  | 208  | 234  | 291  | 303  | 353  | 344  | 261  | 214  | 156  | 142  | 2806   |
| Źródło: IPMA, HKO (liczba dni z opadami dla wartości 0,1 mm, wysokość 77 m n.p.m., 1 km od zatoki, 1981–2010) |      |      |      |      |      |      |      |      |      |      |      |      |        |

| Miesiąc                                                                                                   | Sty  | Lut  | Mar  | Kwi  | Maj  | Cze  | Lip  | Sie  | Wrz  | Paź  | Lis  | Gru  | Roczna |
| --- | ---- | ---- | ---- | ---- | ---- | ---- | ---- | ---- | ---- | ---- | ---- | ---- | ------ |
| Średnie temperatury w dzień [°C]                                                                          | 14,7 | 16,2 | 18,6 | 19,7 | 22,2 | 25,8 | 28,5 | 28,7 | 26,8 | 22,5 | 18,3 | 15,5 | 21,5   |
| Średnie dobowe temperatury [°C]                                                                           | 10,1 | 11,6 | 13,7 | 15,0 | 17,4 | 20,4 | 22,6 | 22,8 | 21,2 | 17,7 | 14,0 | 11,4 | 16,5   |
| Średnie temperatury w nocy [°C]                                                                           | 5,8  | 7,2  | 8,6  | 10,2 | 12,4 | 14,9 | 16,6 | 16,8 | 15,6 | 12,7 | 9,4  | 7,3  | 11,5   |
| Opady [mm]                                                                                                | 71,0 | 55,0 | 35,8 | 51,8 | 44,3 | 15,2 | 3,2  | 3,8  | 24,6 | 57,3 | 81,6 | 97,1 | 541    |
| Średnia liczba dni z opadami                                                                              | 11,8 | 10,6 | 8,3  | 11,9 | 9,2  | 4,8  | 1,7  | 2,0  | 5,4  | 9,3  | 12,1 | 13,3 | 100    |
| Średnie usłonecznienie [h]                                                                                | 150  | 160  | 217  | 237  | 280  | 304  | 342  | 338  | 256  | 217  | 160  | 128  | 2789   |
| Źródło: IPMA (liczba dni z opadami dla wartości 0,1 mm, wysokość 14 m n.p.m., 20 km od oceanu, 1971–2000) |      |      |      |      |      |      |      |      |      |      |      |      |        |

| Miesiąc                                                                 | Sty  | Lut  | Mar  | Kwi  | Maj  | Cze  | Lip  | Sie  | Wrz  | Paź  | Lis  | Gru  | Roczna |
| ----------------------------------------------------------------------- | ---- | ---- | ---- | ---- | ---- | ---- | ---- | ---- | ---- | ---- | ---- | ---- | ------ |
| Średnie temperatury w dzień [°C]                                        | 14,6 | 15,1 | 16,7 | 18,1 | 20,9 | 24,0 | 26,4 | 27,0 | 25,8 | 22,0 | 17,9 | 15,1 | 20,3   |
| Średnie dobowe temperatury [°C]                                         | 11,1 | 11,8 | 12,8 | 14,0 | 16,3 | 19,2 | 21,3 | 21,8 | 20,8 | 17,8 | 14,2 | 11,8 | 16,0   |
| Średnie temperatury w nocy [°C]                                         | 7,6  | 8,4  | 9,0  | 10,0 | 11,7 | 14,4 | 16,2 | 16,6 | 15,8 | 13,5 | 10,4 | 8,4  | 11,8   |
| Opady [mm]                                                              | 94,6 | 92,9 | 59,9 | 58,8 | 38,5 | 16,7 | 3,8  | 5,6  | 18,1 | 70,4 | 110  | 96,0 | 665    |
| Źródło: IPMA / Oeiras (wysokość 50 m n.p.m., 2 km od oceanu, 1961–1990) |      |      |      |      |      |      |      |      |      |      |      |      |        |

| Miesiąc | Sty  | Lut  | Mar  | Kwi  | Maj  | Cze  | Lip  | Sie  | Wrz  | Paź  | Lis  | Gru  | Roczna |
| --- | ---- | ---- | ---- | ---- | ---- | ---- | ---- | ---- | ---- | ---- | ---- | ---- | ------ |
| Średnie temperatury w dzień [°C]                                                                           | 14,3 | 14,9 | 16,8 | 17,4 | 19,2 | 22,3 | 24,7 | 25,3 | 24,5 | 21,1 | 17,5 | 15,1 | 19,4   |
| Średnie dobowe temperatury [°C]                                                                            | 9,7  | 10,6 | 12,0 | 13,0 | 14,9 | 17,8 | 20,0 | 20,4 | 19,4 | 16,4 | 13,0 | 10,9 | 14,9   |
| Średnie temperatury w nocy [°C]                                                                            | 5,2  | 6,2  | 7,3  | 8,5  | 10,6 | 13,3 | 15,2 | 15,6 | 14,3 | 11,6 | 8,6  | 6,8  | 10,3   |
| Opady [mm]                                                                                                 | 101  | 90,7 | 57,2 | 72,3 | 56,8 | 18,2 | 6,2  | 6,9  | 28,4 | 91,0 | 112  | 128  | 768    |
| Średnia liczba dni z opadami                                                                               | 14,3 | 14,5 | 11,2 | 13,1 | 10,5 | 6,1  | 3,6  | 3,1  | 6,8  | 11,9 | 13,9 | 16,0 | 125    |
| Średnie usłonecznienie [h]                                                                                 | 152  | 150  | 205  | 224  | 255  | 270  | 309  | 307  | 244  | 204  | 159  | 129  | 2607   |
| Źródło: IPMA (liczba dni z opadami dla wartości 0,1 mm, wysokość 134 m n.p.m., 10 km od oceanu, 1971–2000) |      |      |      |      |      |      |      |      |      |      |      |      |        |

| Miesiąc                                                                                                  | Sty  | Lut  | Mar  | Kwi  | Maj  | Cze  | Lip  | Sie  | Wrz  | Paź  | Lis  | Gru  | Roczna |
| --- | ---- | ---- | ---- | ---- | ---- | ---- | ---- | ---- | ---- | ---- | ---- | ---- | ------ |
| Średnie temperatury w dzień [°C]                                                                         | 15,3 | 16,7 | 19,4 | 20,5 | 23,4 | 27,4 | 29,9 | 30,1 | 27,8 | 23,3 | 18,8 | 15,9 | 22,4   |
| Średnie dobowe temperatury [°C]                                                                          | 10,1 | 11,3 | 13,5 | 14,8 | 17,4 | 20,9 | 23,1 | 23,2 | 21,3 | 17,9 | 13,9 | 11,3 | 16,6   |
| Średnie temperatury w nocy [°C]                                                                          | 4,8  | 5,8  | 7,6  | 9,1  | 11,4 | 14,3 | 16,2 | 16,3 | 14,8 | 12,4 | 9,0  | 6,6  | 10,7   |
| Opady [mm]                                                                                               | 98,4 | 75,3 | 53,3 | 66,7 | 48,5 | 16,8 | 3,7  | 3,7  | 27,2 | 97,6 | 119  | 125  | 735    |
| Źródło: IPMA (liczba dni z opadami dla wartości 0,1 mm, wysokość 35 m n.p.m., 7 km od oceanu, 1981–2010) |      |      |      |      |      |      |      |      |      |      |      |      |        |

| Sty  | Lut  | Mar  | Kwi  | Maj  | Cze  | Lip  | Sie  | Wrz  | Paź  | Lis  | Gru  | Rok  |
| ---- | ---- | ---- | ---- | ---- | ---- | ---- | ---- | ---- | ---- | ---- | ---- | ---- |
| 15,8 | 15,2 | 15,1 | 16,3 | 17,4 | 18,6 | 18,9 | 19,5 | 19,9 | 19,8 | 18,1 | 16,5 | 17,6 |

## Demografia
Lizbona liczyła (2011) 547 631 mieszkańców, wewnątrz centrum administracyjnego, na powierzchni zaledwie 84,6 km². Granice miasta nie są precyzyjne zdefiniowane, w związku z czym tym miasta, które istnieją w pobliżu stolicy są w rzeczywistości częścią metropolitalnego obwodu Lizbony. Strefa miejska Lizbony (ang. Urban Zone) według danych Eurostatu ma 2 435 837 mieszkańców. Zespół miejski w 2021 r. liczył 2 719 000 mieszkańców, będąc jedenastym co do wielkości zespołem miejskim w Unii Europejskiej po Paryżu, Zagłębiu Ruhry, Madrycie, Mediolanie, Barcelonie, Berlinie, Atenach, Neapolu, Rzymie i Rotterdamie-Hadze. Według danych rządowych, Obszar Metropolitalny Lizbony ma 2 821 876 mieszkańców. Inne źródła również przedstawiają podobną liczbę, według Organizacji Współpracy Gospodarczej i Rozwoju – 2 797 612 mieszkańców; według Departamentu Spraw Gospodarczych i Społecznych ONZ – 2 890 000; według Europejskiego Urzędu Statystycznego (Eurostat) – 2 839 908 mieszkańców; według Brookings Institution ma 2 968 600 mieszkańców.

## Zabytki
- Zamek św. Jerzego
- Katedra Sé
- Klasztor Hieronimitów w Belém
- Torre de Belém w dzielnicy Belém
- Pomnik Odkrywców
- Kościół św. Antoniego
- Bazylika Estrela
- Kościół Magdaleny
- Kościół Conceição Velha
- Kościół de São Domingos
- Palácio da Independência, pałac z XV wieku
- Palácio das Necessidades, barokowy pałac z XVIII wieku
- Pałac Ajuda, neoklasycystyczny pałac
- Pałac Belém, pałac z XV wieku
- Pałac São Bento z 1615 roku, siedziba parlamentu portugalskiego
- Pałac Pena, XIX-wieczny pałac
- Arco da Rua Augusta, łuk triumfalny
- Campo Pequeno, arena walk byków
- Casa dos Bicos, zabytkowy budynek z 1523 roku
- Panteon Narodowy w Lizbonie z 1836 roku
- Pavilhão Carlos Lopes
- Park Narodów (Parque das Nações) to nowoczesna dzielnica Lizbony; powstała w wyniku programu odnowy miejskiej w celu zorganizowania Światowej Wystawy w Lizbonie w 1998 roku, znanej również jako Expo'98[30].

## Sport
Lizbona jako stolica Portugalii jest także jednym z jej sportowych centrów. Swoją siedzibę mają tu m.in. takie kluby jak SL Benfica czy Sporting CP. Mistrzostwa Europy w Piłce Nożnej 2004 także gościły w stolicy, a ich mecz finałowy został rozegrany na Estádio da Luz. Największą halą sportową jest MEO Arena. Największymi stadionami są: Estádio da Luz o pojemności 64 642 widzów, Estádio José Alvalade o pojemności 50 000 widzów, Estádio do Restelo o pojemności 19 856 widzów oraz znajdujący się na przedmieściach Estádio Nacional o pojemności 37 500 widzów. Innym jest Estádio Universitário de Lisboa, obejmujący cały kompleks sportowy.

## Podział administracyjny

Dzielnice (oznaczone kolorami) i freguesias Lizbony

Lizbona dzieli się na 53 freguesias, zgrupowane w czterech dzielnicach (port. bairros) – liczba mieszkańców wg stanu na 2011 r.
| - Ajuda (15 584 osoby) - Alcântara (13 943) - Alto do Pina (10 333) - Alvalade (8869) - Ameixoeira (11 863) - Anjos (9358) - Beato (12 429) - Benfica (36 821) - Campo Grande (10 514) - Campolide (15 460) - Carnide (23 316) - Castelo (355) - Charneca (9935) - Coração de Jesus (3689) - Encarnação (2252) - Graça (5786) - Lapa (8000) - Lumiar (41 162) | - Madalena (393) - Márinha (372) - Marvila (38 102) - Mercês (4345) - Nossa Senhora de Fátima (15 283) - Pena (4486) - Penha de França (12 778) - Prazeres (8096) - Sacramento (742) - Santa Catarina (3716) - Santa Engrácia (5249) - Santa Isabel (6875) - Santa Justa (891) - Santa Maria de Belém (8529) - Santa Maria dos Olivais (51 036) - Santiago (619) - Santo Condestável (15 255) - Santo Estêvão (1511) | - Santos-o-Velho (4020) - São Cristóvão e São Lourenço (1341) - São Domingos de Benfica (33 699) - São Francisco Xavier (8020) - São João (15 187) - São João de Brito (11 702) - São João de Deus (9798) - São Jorge de Arroios (18 405) - São José (2746) - São Mamede (5420) - São Miguel (1531) - São Nicolau (1231) - São Paulo (2728) - São Sebastião da Pedreira (6342) - São Vicente de Fora (3539) - Sé (910) - Socoorro (3065) |

Ponadto wyodrębnia się zwyczajowo historyczne dzielnice miasta: Alcântara, Alfama, Bairro Alto, Baixa, Belém, Chiado, Estrela, a także Parque das Nações (pol. Park Narodów, nowoczesne tereny wystawowe powstałe w czasie przygotowań do Expo ’98).

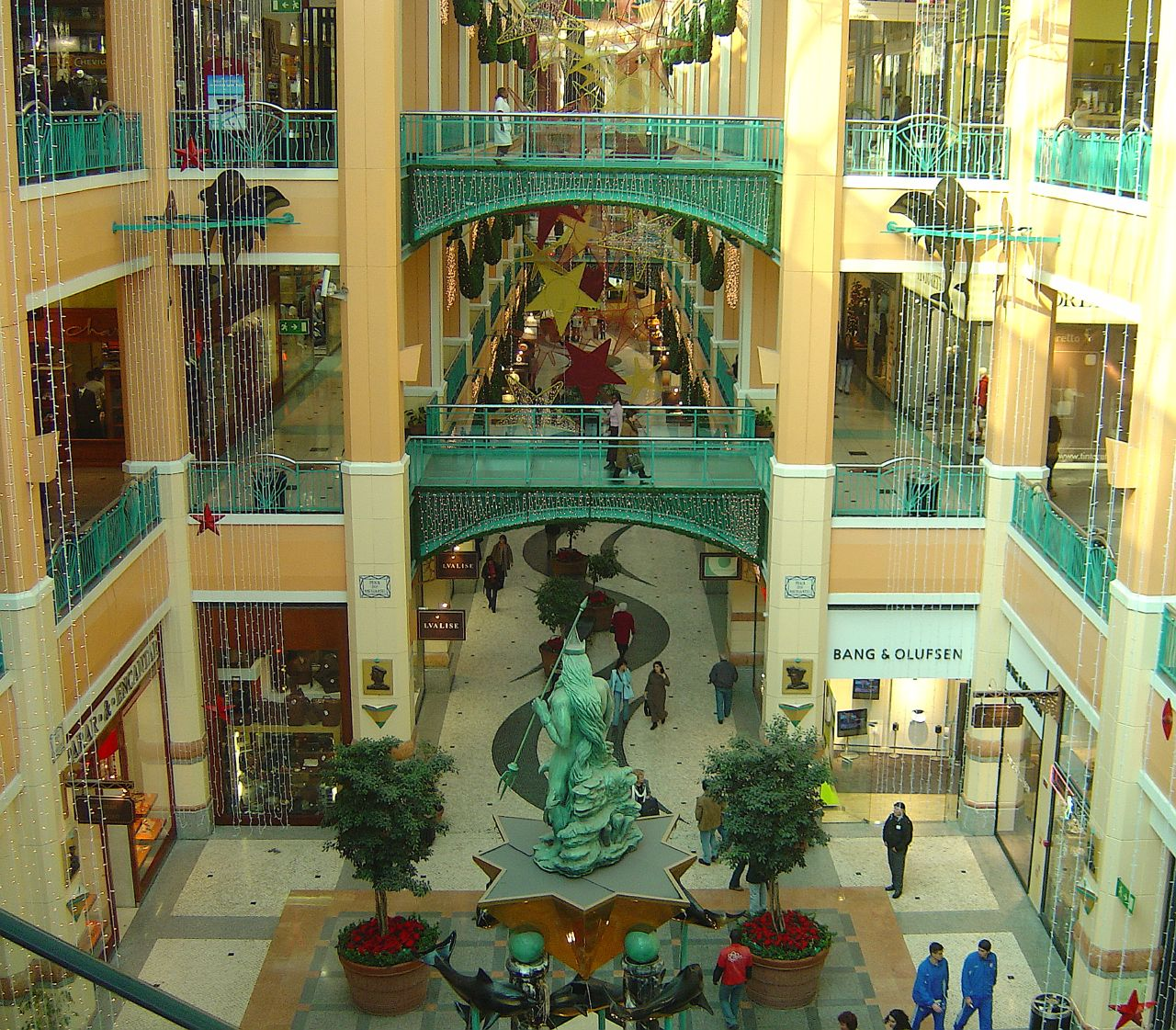
Centro Colombo

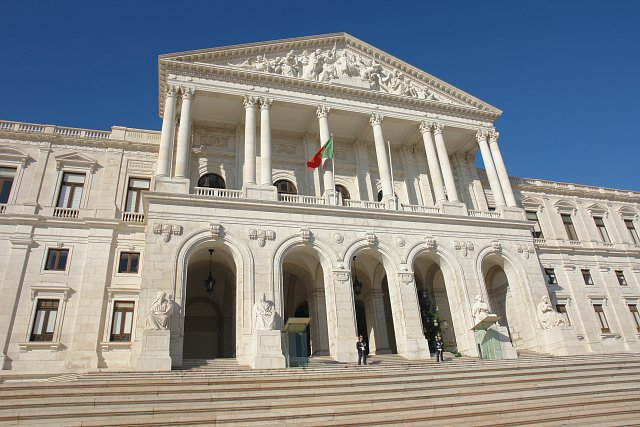
Pałac São Bento, budynek parlamentu portugalskiego

## Gospodarka
Główne dziedziny przemysłu w rejonie Lizbony to przemysł stalowy, włókienniczy, chemiczny, ceramiczny, stoczniowy i rybołówstwo. Lizbona posiada oceaniczny port handlowy i wojenny. W Lizbonie odbyło się Expo ’98. Bezrobocie w Zespole Metropolitalnym Lizbony w drugim kwartale 2017 roku wynosiło 9,4%, natomiast w 2019 roku wynosiło 7,1%.
W 2017 roku Lizbona była 61 najczęściej odwiedzanym miastem na świecie (tuż przed Kairem) z 3,3 milionem turystów w ciągu roku.
W 2018 roku zostało zakwalifikowane na 74 miejscu wśród centrów finansowych świata.

## Transport

### Kolej
Ważniejsze stacje kolejowe: Lisboa Oriente, Estação do Cais do Sodré, Estação Rossio, Lisboa Braço de Prata, Lisboa Santa Apolonia. Fertagus to aglomeracyjny przewoźnik kolejowy, obsługujący Lizbonę z przedmieściami. Túnel do Rossio to tunel kolejowy w mieście.

### Komunikacja miejska
- Tramwaje w Lizbonie
- Metro w Lizbonie
- Autobusy w Lizbonie
- kolej aglomeracyjna CP Urbanos de Lisboa(inne języki)
- Linie kolei linowo-terenowej: Elevador do Lavra, Elevador da Bica, Elevador da Glória

Tramwaje, autobusy i koleje linowo-terenowe są obsługiwane przez operatora Carris.
Zobacz też: zabytkowa winda Elevador de Santa Justa.

### Transport drogowy
- Autostrady: A1, A2, A6, A8 oraz autostrady metropolitalne: A5, A9, A10, A12, A13, A16, A18, A21, A30, A33, A36, A37, A38, A39, A40
- Mosty: Most 25 Kwietnia, Most Vasco da Gamy

### Transport morski
- Port Lizbona(inne języki)
- Transtejo & Soflusa

### Transport lotniczy
- Port lotniczy Lizbona (port. Aeroporto Humberto Delgado) – położony zaledwie 7 km na północ od centrum miasta, największy port lotniczy w Portugalii. W 2016 roku obsłużył 22 449 289 pasażerów, wzrost liczby pasażerów w porównaniu w rokiem 2015 wyniósł 11,7%[35].

## Kultura
Ważniejsze teatry to: Teatro Nacional de São Carlos, Teatro Nacional D. Maria II, Teatro Politeama, Teatro Tivoli, Teatro da Trindade.
Ważniejsze muzea: Narodowe Muzeum Archeologiczne, Centro de Arte Moderna José de Azeredo Perdigão, Museu Nacional de Arte Antiga, Muzeum Chiado, Muzeum Calouste Gulbenkiana, Muzeum Morskie, Narodowe Muzeum Powozów, Muzeum Carris, Muzeum Elektryczności (Lizbona), Muzeum Fado, Museu da Música, Muzeum Wody w Lizbonie, Museu Nacional do Azulejo. Coliseu dos Recreios to sala koncertowa. Cinema São Jorge to jedno z lizbońskich kin.

## Lizbona w literaturze pięknej
- Fernando Pessoa, Lizbona: co turysta powinien zobaczyć
- Erich Maria Remarque Noc w Lizbonie
- José Saramago Historia oblężenia Lizbony
- José Saramago Rok śmierci Ricarda Reisa
- Pascal Mercier Nocny pociąg do Lizbony
- Robert Wilson Śmierć w Lizbonie
- Ana Veloso  Bądź zdrowa, Lizbono
- Wolter, Poemat o zagładzie Lizbony
- Magdalena Starzycka  Spijając filiżankami słońce
- Iwona Słabuszewska-Krauze  Ostatnie fado
- Antonio Muñoz Molina Zima w Lizbonie (El invierno en Lisboa 1987)
- Marcin Kydryński Lizbona. Muzyka moich ulic

## Lizbona w filmach
- Os Verdes Anos (1963) - reż. Paulo Rocha[36]
- Belarmino (1964) - reż. Fernando Lopes[36]
- W białym mieście (Dans la ville blanche) (1983) - reż. Alain Tanner[36]
- Xavier (1992) – Manuel Mozos[36]
- Lisbon Story (1994) - reż. Wim Wenders[36]
- Portugalska zakonnica (A Religiosa Portuguesa) (2009) - reż. Eugène Green[36]
- Gdzie jest ta ulica? albo Bez przed i po (Onde Fica Esta Rua? ou Sem Antes Nem Depois) (2022) - reż. João Pedro Rodrigues i João Rui Guerra da Mata[36]
- Tego dnia w Lizbonie (Naquele Dia em Lisboa) (2022) – Daniel Blaufuks[36]

## Miasta partnerskie
- Bissau, Gwinea Bissau
- Brasília, Brazylia
- Budapeszt, Węgry
- Cacheu, Gwinea Bissau
- Luanda, Angola
- Madryt, Hiszpania
- Makau, Makau
- Malakka, Malezja
- Maputo, Mozambik
- Praia, Republika Zielonego Przylądka
- Rabat, Maroko
- Rio de Janeiro, Brazylia
- São Tomé, Wyspy Św. Tomasza i Książęca
- Zagrzeb, Chorwacja